# Scheveningen-Dorp
Scheveningen-Dorp, of Oud Scheveningen, is een buurt in het Haagse stadsdeel Scheveningen. Het is een historisch woongebied achter de zeewering. Het dorp is vrij klein maar beschikt over een eigen cultuur, taal en klederdracht. Er zijn bewust weinig toeristische activiteiten.
Het is een van de 19 beschermde stadsgezichten van Den Haag.

## Europese wandelroutes
Door Scheveningen loopt de Europese wandelroute E9. Deze route loopt van Portugal via de kust naar het noordoosten, op dit moment tot de grens van Polen met Rusland.
Ter hoogte van het Kurhaus start de Europese wandelroute E11. Deze route loopt naar het oosten, op dit moment tot de grens van Polen met Litouwen. De beide wandelroutes volgen dezelfde route tot en met Den Haag

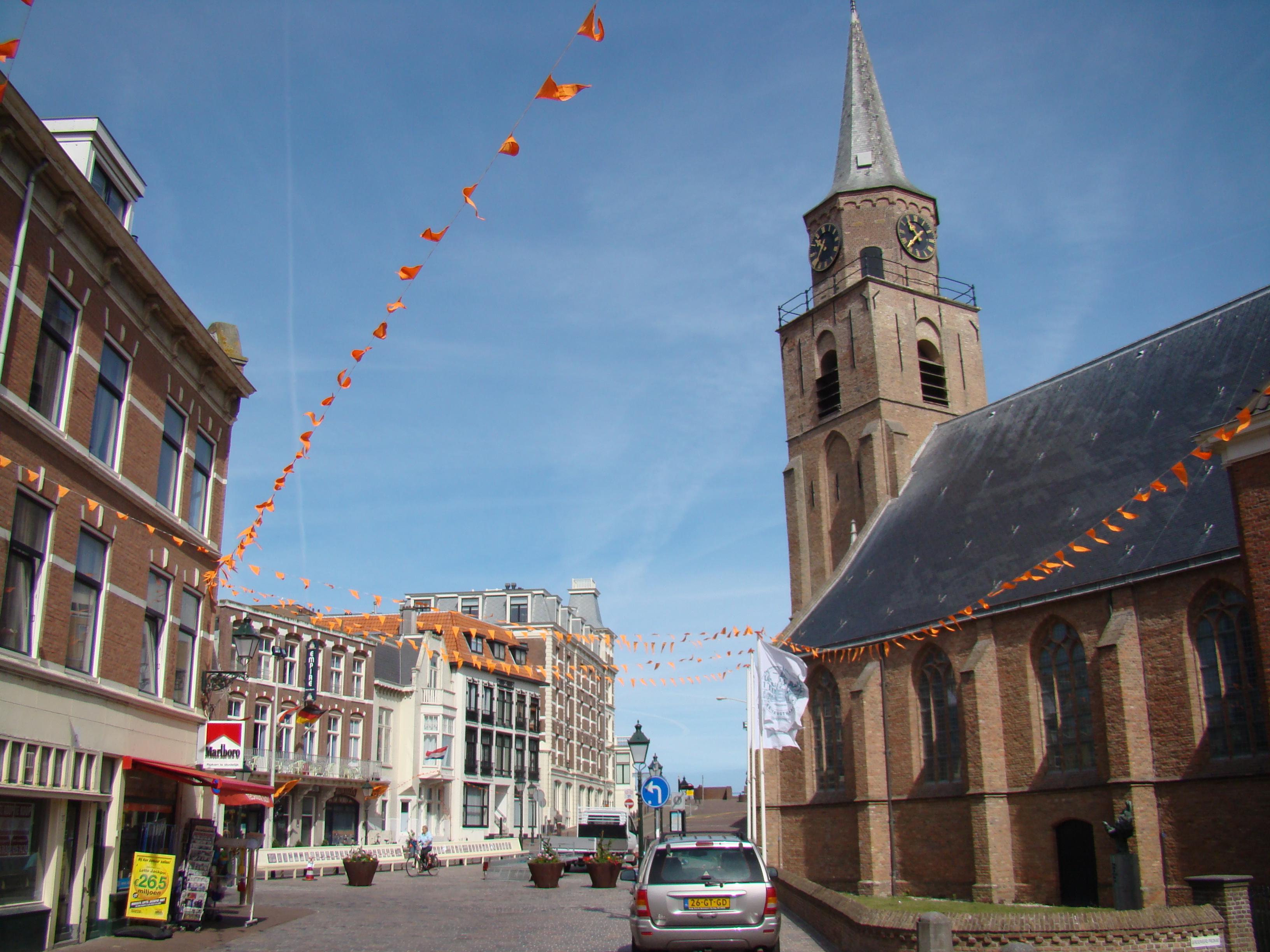
Oude Kerk in de Keizerstraat

Archipelbuurt ·
Belgisch Park ·
Benoordenhout ·
Bezuidenhout ·
Binckhorst ·
Bohemen en Meer en Bos ·
Bomen- en Bloemenbuurt ·
Bouwlust en Vrederust ·
Centrum ·
Duindorp ·
Duinoord ·
Forepark ·
Geuzen- en Statenkwartier ·
Groente- en Fruitmarkt ·
Haagse Bos ·
Hoornwijk ·
Kijkduin en Ockenburgh ·
Kraayenstein ·
Laakkwartier en Spoorwijk ·
Leidschenveen ·
Leyenburg ·
Loosduinen ·
Mariahoeve en Marlot ·
Moerwijk ·
Morgenstond ·
Oostduinen ·
Regentessekwartier ·
Rustenburg en Oostbroek ·
Scheveningen ·
Schilderswijk ·
Stationsbuurt ·
Transvaalkwartier ·
Valkenboskwartier ·
Van Stolkpark en Scheveningse Bosjes ·
Vogelwijk ·
Vruchtenbuurt ·
Waldeck ·
Wateringse Veld ·
Westbroekpark en Duttendel ·
Willemspark ·
Ypenburg ·
Zeeheldenkwartier ·
Zorgvliet ·
Zuiderpark